# Eilean Macaskin

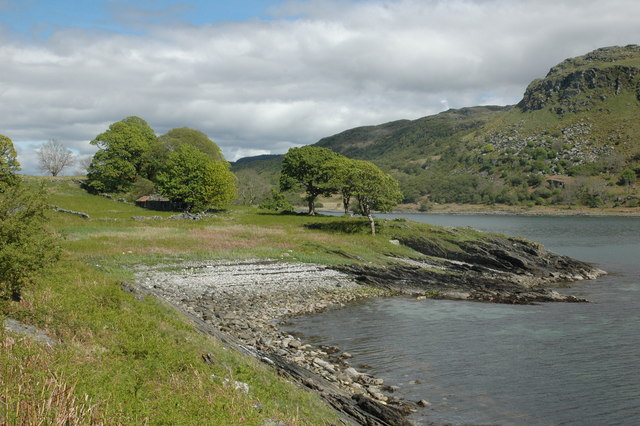

Eilean Macaskin est une île du Royaume-Uni située en Écosse.